# 斯坦尼斯拉夫 (赫爾松區)

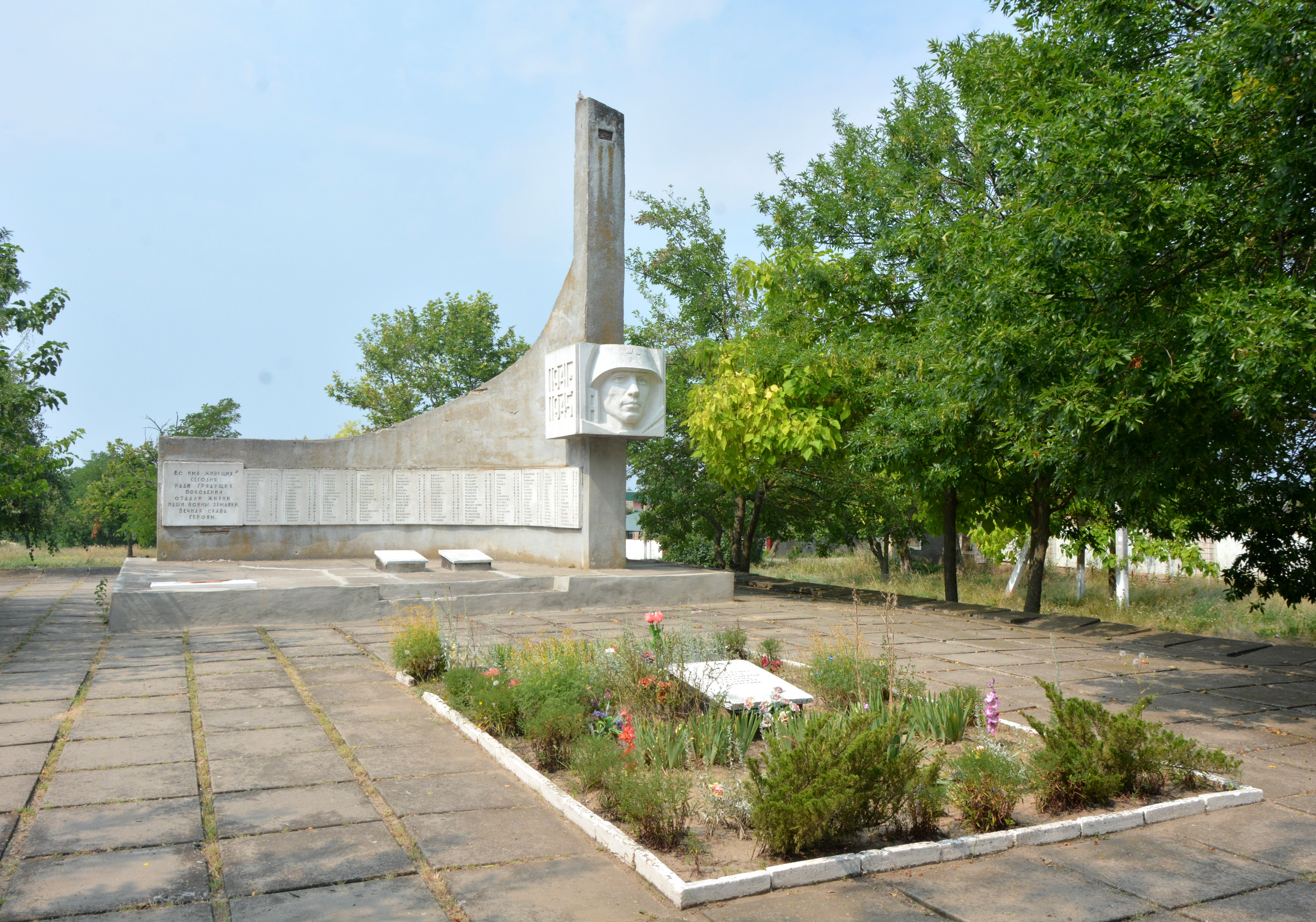
二战烈士纪念碑

斯坦尼斯拉夫（烏克蘭語：Станіслав），是烏克蘭南部赫爾松州赫尔松区斯坦尼斯拉夫市镇内的村落及其行政中心。始建於1697年，面積6.83平方公里，海拔高度38米，2001年人口4,941，人口密度每平方公里723.9人。